# Piedino (sessualità)

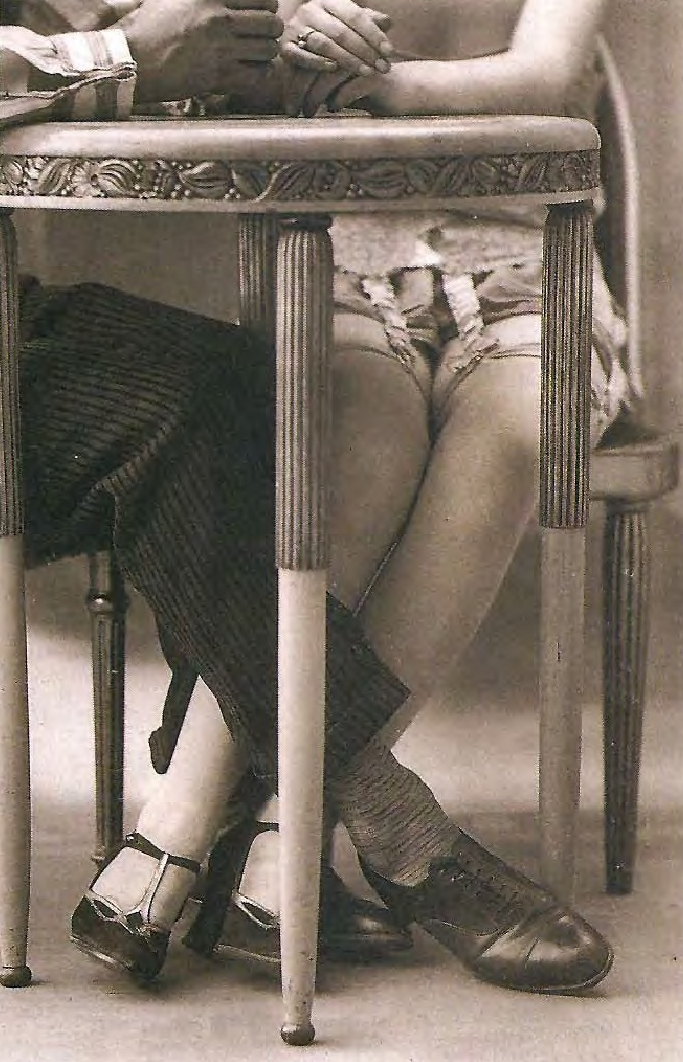
Foto d'epoca che ritrae l'atto di fare piedino

Fare piedino è un gesto di approccio e seduzione non verbale che consiste nello sfiorare intenzionalmente col proprio piede (o con la scarpa) il piede o la scarpa della persona da sedurre. La maggior parte delle volte si effettua da seduti e, poiché il contatto avviene per lo più sotto un tavolo, il seduttore gioca sul dubbio che il contatto possa non essere intenzionale. In generale, è un gesto che avviene di nascosto e che implica un'intesa tra due persone, ma in molti casi esso è utilizzato come prima manifestazione di un'intenzione seduttiva, soprattutto laddove questa è volta all'immediata conquista erotica piuttosto che a un più meditato corteggiamento.
Un esempio molto celebre di "fare piedino" si trova in una sequenza del film I vitelloni di Federico Fellini quando Fausto (Franco Fabrizi), pur essendo in compagnia della moglie Sandra (Leonora Ruffo), seduce una bella sconosciuta (Arlette Sauvage) seduta accanto a lui nella sala di un cinema facendole un gradito piedino.

## Nella seduzione
Il "fare piedino" è soltanto una tecnica per manifestare un'intenzione seduttiva. Se la persona a cui il gesto è rivolto non allontana il proprio piede e finge di non accorgersene o addirittura asseconda i movimenti del "seduttore", quest'ultimo potrà correttamente interpretare tali comportamenti come inequivocabili ed eccitanti segnali di disponibilità. Al contrario, se la persona a cui è rivolto il gesto non gradisce il corteggiamento, questa allontanerà il proprio piede e il mancato seduttore potrà tranquillamente fingere che quel contatto sia stato del tutto accidentale e per nulla intenzionale.
Il "fare piedino" non può quindi essere confuso con le svariate forme di feticismo del piede.

## Nella comicità
L'ambiguità del "fare piedino" e le conseguenze che potrebbe comportare il gesto se accettato, rifiutato, frainteso o diretto alla persona sbagliata, sono stati spesso utilizzati come gag nel cinema, ad esempio Carmen Villani in una sequenza del film La signora ha fatto il pieno di Juan Bosch o in film come Fracchia la belva umana e Fratelli d'Italia di Neri Parenti, Io e mia sorella di Carlo Verdone, nei vari episodi di Una pallottola spuntata di David Zucker e in altre forme di spettacolo.
Il disegnatore statunitense Robert Crumb cita il piedino in un suo fumetto autobiografico.